# Risoluzioni del Consiglio di sicurezza delle Nazioni Unite (1-100)
| Risoluzione | Data              | Voti | Argomento |
| ----------- | ----------------- | --- | --- |
| 1           | 25 gennaio 1946   | Adozione senza voto | Istituzione del Comitato Militare                                                                                           |
| 2           | 30 gennaio 1946   | 11-0-0 | Crisi in Iran del 1946 |
| 3           | 4 aprile 1946     | 9-0-1 (astenuto: Australia; assente: URSS)                                                                                       | Truppe sovietiche in Iran                                                                                                   |
| 4           | 29 aprile 1946    | 10-0-1 (astenuto: URSS) | Condanna al regime di Franco in Spagna                                                                                      |
| 5           | 8 maggio 1946     | 10-0-0 (assente: URSS) | Truppe sovietiche in Iran                                                                                                   |
| 6           | 17 maggio 1946    | 11-0-0 | Procedure riguardanti l'ammissione                                                                                          |
| 7           | 26 giugno 1946    | Adozione parziale, senza voto | Condanna al regime di Franco in Spagna, monitorando la situazione                                                           |
| 8           | 29 agosto 1946    | 10-0-1 (astenuto: Australia) | Ammissione di Afghanistan, Islanda e Svezia                                                                                 |
| 9           | 15 ottobre 1946   | 11-0-0 | Giurisdizione della Corte internazionale di giustizia                                                                       |
| 10          | 4 novembre 1946   | 11-0-0 | Spagna non più sotto osservazione del Consiglio                                                                             |
| 11          | 15 novembre 1946  | Adozione senza voto | Svizzera e Corte internazionale di giustizia                                                                                |
| 12          | 10 dicembre 1946  | 11-0-0 (paragrafi 1 e 2); "voto di maggioranza" (paragrafo 3)                                                                    | Truppe britanniche in Grecia                                                                                                |
| 13          | 12 dicembre 1946  | 11-0-0 | Ammissione del Siam (Thailandia)                                                                                            |
| 14          | 16 dicembre 1946  | 9-0-2 (astenuti: URSS, USA) | Definizione della Presidenza del Consiglio di sicurezza                                                                     |
| 15          | 19 dicembre 1946  | 11-0-0 | Violazioni dei confini di Grecia-Albania e Bulgaria-Jugoslavia                                                              |
| 16          | 10 gennaio 1947   | 10-0-1 (astenuto: Australia) | Riconoscimento dell'istituzione del Territorio Libero di Trieste                                                            |
| 17          | 10 febbraio 1947  | 9-0-2 (astenuti: Polonia, URSS)                                                                                                  | Esecuzioni di prigionieri politici in Grecia, Albania, Bulgaria e Jugoslavia                                                |
| 18          | 13 febbraio 1947  | 10-0-1 (astenuto: URSS) | Creazione di una commissione su regolamentazione e riduzione degli armamenti                                                |
| 19          | 27 febbraio 1947  | 8-0-3 (astenuti: Polonia, Siria, URSS)                                                                                           | Incidenti nel canale di Corfù                                                                                               |
| 20          | 10 marzo 1947     | 11-0-0 | Visione del rapporto della Commissione sull'Energia Atomica                                                                 |
| 21          | 2 aprile 1947     | 11-0-0 | Amministrazione fiduciaria di aree strategiche: Isole Tedesche del Pacifico                                                 |
| 22          | 9 aprile 1947     | 8-0-2 (astenuti: Polonia, URSS; presente non votante: Regno Unito)                                                               | Incidenti nel canale di Corfù                                                                                               |
| 23          | 18 aprile 1947    | 9-0-2 (astenuti: Polonia, URSS)                                                                                                  | Estensione e allargamento della commissione sulla Questione Greca                                                           |
| 24          | 30 aprile 1947    | 10-0-1 (astenuto: Australia) | Ammissione dell'Ungheria |
| 25          | 23 maggio 1947    | 10-0-1 (astenuto: Australia) | Ammissione dell'Italia |
| 26          | 4 giugno 1947     | 11-0-0 | Procedure relative alla Corte internazionale di giustizia                                                                   |
| 27          | 1º agosto 1947    | Invito all'Indonesia: 8-0-3 (astenuti: Francia, Belgio, Regno Unito) Invito ai Paesi Bassi: 9-0-2 (astenuti: Polonia, URSS)      | Rivoluzione nazionale indonesiana                                                                                           |
| 28          | 6 agosto 1947     | 10-0-1 (astenuto: URSS) | Sottocomitato relativo alla Questione Greca                                                                                 |
| 29          | 12 agosto 1947    | Ammissione di Yemen e Pakistan adottata 11-0-0 Ammissione di Bulgaria, Ungheria, Italia, Romania 9-0-2 (astenuti: Polonia, URSS) | Ammissione di Yemen, Pakistan, Bulgaria, Ungheria, Italia e Romania                                                         |
| 30          | 25 agosto 1947    | 7-0-4 (astenuti: Colombia, Polonia, URSS, Regno Unito)                                                                           | Rivoluzione nazionale indonesiana                                                                                           |
| 31          | 25 agosto 1947    | 8-0-3 (astenuti: Polonia, Siria, URSS)                                                                                           | Commissione relativa alla risoluzione della Rivoluzione nazionale indonesiana                                               |
| 32          | 26 agosto 1947    | 10-0-1 (astenuto: Regno Unito)                                                                                                   | Condanna della prosecuzione violenze in Indonesia                                                                           |
| 33          | 27 agosto 1947    | 10-0-1 (astenuto: Australia) | Revisione dei pareri dell'Assemblea Generale sulle procedure del Consiglio                                                  |
| 34          | 15 settembre 1947 | 9-0-2 (astenuti: Polonia, URSS)                                                                                                  | Rimozione delle dispute tra Grecia e Albania e tra Jugoslavia e Bulgaria                                                    |
| 35          | 3 ottobre 1947    | 9-0-2 (astenuti: Polonia, URSS)                                                                                                  | Programma di lavoro della commissione sulla rivoluzione in Indonesia                                                        |
| 36          | 1º novembre 1947  | 7-1-3 (contrario: Polonia; astenuti: Colombia, Siria, URSS)                                                                      | Richiamo ai partiti coinvolti in Indonesia di attuare la risoluzione precedente                                             |
| 37          | 9 dicembre 1947   | Adozione senza voto | Procedure relative all'applicazione di nuovi stati membri                                                                   |
| 38          | 17 gennaio 1948   | 9-0-2 (astenuti: Ucraina, URSS)                                                                                                  | Conflitto tra India, Pakistan e Kashmir                                                                                     |
| 39          | 20 gennaio 1948   | 9-0-2 (astenuti: Ucraina, URSS)                                                                                                  | Proposta di istituire una commissione su India, Pakistan e Kashmir                                                          |
| 40          | 28 febbraio 1948  | 8-0-3 (astenuti: Argentina, Ucraina, URSS)                                                                                       | Monitoraggio della situazione in Indonesia                                                                                  |
| 41          | 28 febbraio 1948  | 7-0-4 (astenuti: Colombia, Siria, Ucraina, URSS)                                                                                 | Apprezzamento della pace firmata in Indonesia                                                                               |
| 42          | 5 marzo 1948      | 8-0-3 (astenuti: Argentina, Siria, Regno Unito)                                                                                  | Richiesta di informazioni sulla situazione in Palestina                                                                     |
| 43          | 1º aprile 1948    | 11-0-0 | Richiesta di rappresentanti per la situazione in Palestina                                                                  |
| 44          | 1º aprile 1948    | 9-0-2 (astenuti: Ucraina, URSS)                                                                                                  | Richiesta di una sessione straordinaria dell'Assemblea Generale sulla Palestina                                             |
| 45          | 10 aprile 1948    | 10-0-1 (astenuto: Argentina) | Ammissione della Birmania                                                                                                   |
| 46          | 17 aprile 1948    | 9-0-2 (astenuti: Ucraina, URSS)                                                                                                  | Richiesta della fine delle ostilità in Palestina                                                                            |
| 47          | 21 aprile 1948    | Adozione parziale, senza voto | Allargamento commissione su India, Pakistan e Kashmir                                                                       |
| 48          | 23 aprile 1948    | 8-0-3 (astenuti: Colombia, Ucraina, URSS)                                                                                        | Istituzione della Commissione Truth sulla Palestina                                                                         |
| 49          | 22 maggio 1948    | 8-0-3 (astenuti: Siria, Ucraina, URSS)                                                                                           | Richiesta di cessate il fuoco in Palestina                                                                                  |
| 50          | 29 maggio 1948    | Adozione parziale, senza voto | Richiesta di cessate il fuoco nel conflitto in Palestina                                                                    |
| 51          | 3 giugno 1948     | 8-0-3 (astenuti: Cina, Ucraina, URSS)                                                                                            | Commissione su India, Pakistan e Kashmir                                                                                    |
| 52          | 22 giugno 1948    | 9-0-2 (astenuti: Ucraina, URSS)                                                                                                  | Revisione del secondo e terzo rapporto della Commissione sull'Energia Atomica                                               |
| 53          | 7 luglio 1948     | 8-0-3 (astenuti: Siria, Ucraina, URSS)                                                                                           | Appello urgente per il prolungamento della truce in Palestina                                                               |
| 54          | 15 luglio 1948    | 7-1-3 (contrario: Siria; astenuti: Argentina, Ucraina, URSS)                                                                     | Cessate il fuoco in Palestina                                                                                               |
| 55          | 29 luglio 1948    | 9-0-2 (astenuti: Ucraina, URSS)                                                                                                  | Richiesta a Indonesia e Paesi Bassi di attuare l'Accordo di Renville                                                        |
| 56          | 19 agosto 1948    | Adozione parziale, senza voto | Pace in Palestina |
| 57          | 18 settembre 1948 | 11-0-0 | Assassinio di Folke Bernadotte                                                                                              |
| 58          | 28 settembre 1948 | Adozione senza voto | Svizzera e Corte internazionale di giustizia                                                                                |
| 59          | 19 ottobre 1948   | Adozione senza voto | Assassinio di Folke Bernadotte, risoluzioni precedenti sulla Palestina                                                      |
| 60          | 29 ottobre 1948   | Adozione senza coto | Istituzione di una sottocommissione sulla Palestina                                                                         |
| 61          | 4 novembre 1948   | 9-1-1 (contrario: Ucraina; astenuto: URSS)                                                                                       | Pace e commissione sulla Palestina                                                                                          |
| 62          | 16 novembre 1948  | Adozione parziale, senza voto | Richiesta di armistizio in Palestina                                                                                        |
| 63          | 24 dicembre 1948  | 7-0-4 (astenuti: Belgio, Francia, Ucraina, URSS)                                                                                 | Richiesta di cessazione delle ostilità e rilascio dei prigionieri politici in Indonesia                                     |
| 64          | 28 dicembre 1948  | 8-0-3 (astenuti: Belgio, Francia, Regno Unito)                                                                                   | Richiesta ai Paesi Bassi di rilasciare i prigionieri politici e il Presidente dell'Indonesia                                |
| 65          | 28 dicembre 1948  | 9-0-2 (astenuti: Ucraina, URSS)                                                                                                  | Richiesta di un rapporto sulla situazione in Indonesia                                                                      |
| 66          | 29 dicembre 1948  | 8-0-3 (astenuti: Ucraina, URSS, USA)                                                                                             | Richiesta di attuazione della Risoluzione 61 in Palestina                                                                   |
| 67          | 28 gennaio 1949   | Adozione parziale, senza voto | Richiesta di creazione degli Stati Uniti di Indonesia                                                                       |
| 68          | 10 febbraio 1949  | 9-0-2 (astenuti: Ucraina, URSS)                                                                                                  | Risoluzione dell'Assemblea Generale e della Commissione sugli Armamenti Convenzionali                                       |
| 69          | 4 marzo 1949      | 9-1-1 (contrario: Egitto; astenuto: Regno Unito)                                                                                 | Ammissione di Israele |
| 70          | 7 marzo 1949      | 8-0-3 (astenuti: Egitto, Ucraina, URSS)                                                                                          | Rapporti sull'amministrazione fiduciaria di aree strategiche                                                                |
| 71          | 27 giugno 1949    | 9-0-2 (astenuti: Ucraina, URSS)                                                                                                  | Liechtenstein e Corte internazionale di giustizia                                                                           |
| 72          | 11 agosto 1949    | Adozione senza voto | Tributo agli osservatori militari in Palestina                                                                              |
| 73          | 11 agosto 1949    | 9-0-2 (astenuti: Ucraina, URSS)                                                                                                  | Accordi di armistizio in Palestina                                                                                          |
| 74          | 16 settembre 1949 | 9-0-2 (astenuti: Ucraina, URSS)                                                                                                  | Trasferimento delle risoluzioni della Commissione sull'Energia Atomica all'Assemblea Generale                               |
| 75          | 27 settembre 1949 | 7-1-3 (contrario: Ucraina; astenuti: Cuba, Egitto, URSS)                                                                         | Rimborso per le nazioni partecipanti alle Commissioni in Indonesia, India e Pakistan                                        |
| 76          | 5 ottobre 1949    | 9-1-1 (contrario: Ucraina; astenuto: URSS)                                                                                       | Costi preventivi degli osservatori in Indonesia                                                                             |
| 77          | 11 ottobre 1949   | 9-0-2 (astenuti: Ucraina, URSS)                                                                                                  | Rapporto dalla Commissione sugli Armamenti Convenzionali e dall'Assemblea Generale                                          |
| 78          | 18 ottobre 1949   | 9-0-2 (astenuti: Ucraina, URSS)                                                                                                  | Rapporto dalla Commissione sugli Armamenti Convenzionali e dall'Assemblea Generale                                          |
| 79          | 17 gennaio 1950   | 9-0-0 (presente non votante: Jugoslavia; assente: URSS)                                                                          | Assemblea Generale e Commissione sugli Armamenti Convenzionali                                                              |
| 80          | 14 marzo 1950     | 8-0-2 (astenuti: India, Jugoslavia; assente: URSS)                                                                               | Apprezzamento di India, Pakistan e Kashmir per gli accordi di cessate il fuoco                                              |
| 81          | 24 maggio 1950    | 10-0-0 (assente: URSS) | Risoluzione 258 dell'Assemblea Generale                                                                                     |
| 82          | 25 giugno 1950    | 9-0-1 (astenuto: Jugoslavia; assente: URSS)                                                                                      | Guerra di Corea |
| 83          | 27 giugno 1950    | 7-1-0 (contrario: Jugoslavia; presenti non votanti: Egitto, India; assente: URSS)                                                | Richiesta di fine delle attività in Corea                                                                                   |
| 84          | 7 luglio 1950     | 7-0-3 (astenuti: Egitto, India, Jugoslavia; assente: URSS)                                                                       | Assistenza alla Corea del Sud, dichiarando la Corea del Nord responsabile per la rottura della pace                         |
| 85          | 31 luglio 1950    | 9-0-1 (astenuto: Jugoslavia; assente: URSS)                                                                                      | Richiesta di supporto per il Comando delle Nazioni Unite in Corea                                                           |
| 86          | 26 settembre 1950 | 10-0-1 (assente: Cina) | Ammissione dell'Indonesia                                                                                                   |
| 87          | 29 settembre 1950 | 7-3-1 (contrari: Cina, USA, Cuba; astenuto: Egitto)                                                                              | Dichiarazione della Repubblica Popolare Cinese (Cina) dell'invasione di Taiwan                                              |
| 88          | 8 novembre 1950   | 8-2-1 (contrari: Cina, Cuba; astenuto: Egitto)                                                                                   | Convocazione del rappresentante della Repubblica Popolare Cinese per essere presente alla discussione sulla guerra di Corea |
| 89          | 17 novembre 1950  | 9-0-2 (astenuti: Egitto, URSS)                                                                                                   | Proteste per l'espulsione del popolo palestinese                                                                            |
| 90          | 31 gennaio 1951   | 11-0-0 | Rimozione della guerra di Corea dall'agenda del Consiglio                                                                   |
| 91          | 30 marzo 1951     | 8-0-3 (astenuti: India, URSS, Jugoslavia)                                                                                        | Dimissioni del Rappresentante delle Nazioni Unite per India e Pakistan e nuova nomina                                       |
| 92          | 8 maggio 1951     | 10-0-1 (astenuto: URSS) | Richiesta di cessate il fuoco in Palestina                                                                                  |
| 93          | 18 maggio 1951    | 10-0-1 (astenuto: URSS) | Accordo per l'armistizio generale in Medio Oriente                                                                          |
| 94          | 29 maggio 1951    | 11-0-0 | Morte ed elezione di un giudice alla Corte internazionale di giustizia                                                      |
| 95          | 1º settembre 1951 | 8-0-3 (astenuti: Cina, India, URSS)                                                                                              | Condanna dell'Egitto e Crisi di Suez                                                                                        |
| 96          | 10 novembre 1951  | 9-0-2 (astenuti: India, URSS) | Dichiarazione di India e Pakistan per un accordo pacifico in Kashmir                                                        |
| 97          | 30 gennaio 1952   | n.d. | Scioglimento della Commissione sugli armamenti convenzionali                                                                |
| 98          | 23 dicembre 1952  | 9-0-1 (astenuto: URSS; presente non votante: Pakistan)                                                                           | Richiesta di negoziati tra India e Pakistan                                                                                 |
| 99          | 12 agosto 1953    | Adozione senza voto | Dimissioni di un giudice ed elezione alla Corte internazionale di giustizia                                                 |
| 100         | 27 ottobre 1953   | 11-0-0 | Sospensione dei lavori nella zona demilitarizzata in Palestina                                                              |